# Syndens masker
Syndens masker (engelska: The Masks of the Devil) är en amerikansk dramafilm från 1928 i regi av Victor Sjöström. Den är baserad på romanen Die Masken Erwin Reiners av Jakob Wassermann.

## Rollista
- John Gilbert – baron Reiner
- Alma Rubens – grevinnan Zellner
- Theodore Roberts – greve Palester
- Frank Reicher – greve Zellner
- Eva von Berne – Virginia
- Ralph Forbes – Manfred
- Ethel Wales – Virginias faster
- Polly Ann Young – dansös